# Mathilda Bruce
Mathilda Bruce (auch Matilda oder Maud, * um Oktober 1321; † 20. Juli 1353 in Aberdeen) war eine schottische Prinzessin.
Mathilda war die zweite Tochter des schottischen Königs Robert I. aus dessen zweiter Ehe mit Elizabeth de Burgh.
Sie heiratete den schottischen Edelknecht Thomas Isaac (auch de Ysak oder MacIsaac, * um 1306), mit dem sie zwei Töchter hatte:
- Joan Isaac ⚭ Ewen MacDougall, Chief des Clan MacDougall, 5. Laird of Lorne, 7. Laird of Dunollie;
- Katherine Isaac (starb kinderlos).

Sie starb 1353 in Aberdeen und wurde in Dunfermline Abbey bestattet.